# Sarcos (entreprise américaine)
Pour les articles homonymes, voir Sarcos (homonymie).
Sarcos est une entreprise privée américaine travaillant dans la conception de microsystèmes électromécaniques et d'applications de la robotique, notamment en utilisant la biomécatronique. Le siège de Sarcos est situé à Salt Lake City dans l'Utah aux États-Unis.
Sarcos est devenue célèbre lorsqu'elle a été choisie par l'armée des États-Unis pour concevoir le premier exosquelette motorisé à usage militaire. À la suite de cet événement, elle a été achetée en 2007 par Raytheon.

## Histoire
C'est en 1983 que Stephen Jacobsen, professeur et chercheur au département de bio-ingénierie (Department of Bioengineering) de l'université de l'Utah, décide de fonder une institution de recherche de bio-ingénierie qu'il appelle Sarcos. En 1992, Stephen Jacobsen entreprend la commercialisation des produits mis au point par Sarcos qui devient ainsi une entreprise à but commercial.
En 2000, Sarcos commence à travailler sur la conception d'un exosquelette motorisé militaire pour répondre à un appel d'offres lancé par la DARPA. En 2006, le concept imaginé par Sarcos est retenu par la DARPA et la société commence à produire le premier prototype.
En novembre 2007, Sarcos est achetée par Raytheon.
Actuellement, Stephen Jacobsen est toujours à la tête de Sarcos, il est également professeur (Distinguished Professor) au département d'ingénierie mécanique (Department of Mechanical Engineering) de l'université de l'Utah.

## Domaines d'activités
- Robotique de divertissement : Sarcos travaille au développement de personnages robots et d'interfaces de réalité virtuelle.
- Microsystèmes électromécaniques (MEMS)
- Appareils et microsystèmes médicaux
- Interfaces Homme-machine : Sarcos a développé plusieurs applications spécifiques dans le domaine des interfaces Homme-machine qui permettent à un individu d'être visuellement et techniquement immergé dans un environnement artificiel généré par un ordinateur. Ces travaux ont débouché sur la mise au point d'un exosquelette motorisé militaire qui a été retenu pour être testé par la DARPA.
- Télérobotique : les manipulateurs télérobotiques conçus par Sarcos permettent à un opérateur humain d'effectuer à distance des manipulations précises dans des environnements dangereux.

## Exosquelette motorisé XOS
En 2000, la DARPA, l'agence responsable du développement des nouvelles technologies militaires au département de la Défense des États-Unis lança un appel d'offres pour la conception d'un exosquelette motorisé. Parmi les quatorze propositions qui lui furent soumises, la DARPA a choisi celle de Sarcos. Il s'agissait d'une combinaison mécanique comprenant un moteur thermique et un réservoir permettant une autonomie de 24 heures. Cet équipement permettait à son utilisateur d'augmenter notablement sa force physique et son endurance par l'intermédiaire de plusieurs servo-moteurs entraînés par le moteur thermique. En 2006, Sarcos a commencé à développer le premier prototype. Le produit est dénommé XOS et pèse environ 70 kg.
La première utilisation du XOS par l'armée américaine concernera la logistique où il servira à faciliter les tâches qui nécessitent de soulever des objets lourds de manière répétitive. Les modèles futurs devraient comporter des équipements de combat, permettant d'utiliser des armes lourdes ou de transporter des blessés sur les champs de bataille.
Le choix de Sarcos par l'armée américaine pour la conception d'un matériel militaire aussi stratégique et innovant a subitement rendu célèbre cette petite société jusque-là peu connue. Cet événement a incité la société Raytheon à acheter Sarcos en novembre 2007 pour le développement de l'exosquelette.